# Premis Oscar de 1984
Els Premis Oscar de 1984 (en anglès: 57th Academy Awards) foren presentats el dia 25 de març de 1985 en una cerimònia realitzada al Dorothy Chandler Pavilion de Los Angeles.
En aquesta edició actuà de presentador l'actor Jack Lemmon.

## Curiositats
La pel·lícula més nominada de la nit fou Amadeus de Milos Forman amb onze nominacions, incloent a millor pel·lícula, direcció, actor (F. Murray Abraham) o guió adaptat, entre d'altres. També rebé onze nominacions Passatge a l'Índia de David Lean, guanyant finalment dos premis, millor actriu secundària per Peggy Ashcroft, que amb 77 anys es convertí en l'actriu de més edat en rebre aquest guardó; i millor música original per Maurice Jarre, guanyant així el seu tercer Oscar.
Haing S. Ngor aconseguí guanyar el premi a millor actor secundari per la seva interpretació a Els crits del silenci de Roland Joffé, convertint-se en el segon actor no professional en guanyar aquest premi després de Harold Russell l'any 1947.
Aquesta fou la primera ocasió en que les cinc candidates a millor cançó entraren en la llista de Billboard Hot 100. Així mateix en l'apartat musical dos afroamericans aconseguiren guanyar sengles Oscars, Prince com a millor música adaptada per Purple Rain i Stevie Wonder a millor cançó per The Woman in Red. Aquesta fou l'última ocasió en que s'atorgà el guardó de millor música adaptada.

## Premis
| Millor pel·lícula | Millor direcció |
| --- | --- |
| - Amadeus (Saul Zaentz per The Saul Zaentz Company) - Els crits del silenci (David Puttnam per Goldcrest Films i Warner Bros.) - Història d'un soldat (Norman Jewison per Columbia Pictures) - Passatge a l'Índia (John Brabourne i Richard B. Goodwin per Thorn EMI) - En un racó del cor (Arlene Donovan per TriStar Pictures) | - Milos Forman per Amadeus - Woody Allen per Broadway Danny Rose - Robert Benton per En un racó del cor - Roland Joffé per Els crits del silenci - David Lean per Passatge a l'Índia |
| Millor actor | Millor actriu |
| - F. Murray Abraham per Amadeus com a Antonio Salieri - Jeff Bridges per Starman com a Starman/Scott Hayden - Albert Finney per Under the Volcano com a Geoffrey Firmin - Tom Hulce per Amadeus com a Wolfgang Amadeus Mozart - Sam Waterston per Els crits del silenci com a Sydney Schanberg                                   | - Sally Field per En un racó del cor com a Edna Spalding - Judy Davis per Passatge a l'Índia com a Adela Quested - Jessica Lange per Country com a Jewell Ivy - Vanessa Redgrave per The Bostonians com a Olive Chancellor - Sissy Spacek per The River com a Mae Garvey |
| Millor actor secundari | Millor actriu secundària |
| - Haing S. Ngor per Els crits del silenci com a Dith Pran - Adolph Caesar per Història d'un soldat com a sergent Waters - John Malkovich per En un racó del cor com a Mr. Will - Noriyuki Pat Morita per Karate Kid com a Kesuke Miyagi - Ralph Richardson per Greystoke, la llegenda de Tarzan com a 6è Earl de Greystoke       | - Peggy Ashcroft per Passatge a l'Índia com a Mrs Moore - Glenn Close per The Natural com a Iris Gaines - Lindsay Crouse per En un racó del cor com a Margaret Lomax - Christine Lahti per Swing Shift com a Hazel Zanussi - Geraldine Page per The Pope of Greenwich Village com a Mrs. Ritter |
| Millor guió original | Millor guió adaptat |
| - Robert Benton per En un racó del cor - Danilo Bach i Daniel Petrie, Jr. per Beverly Hills Cop - Woody Allen per Broadway Danny Rose - Gregory Nava i Anna Thomas per El Norte - Brian Grazer, Lowell Ganz, Babaloo Mandel i Bruce Jay Friedman per Splash                                                                      | - Peter Shaffer per Amadeus (sobre obra de teatre pròpia) - Bruce Robinson per Els crits del silenci (sobre hist. de Sydney Schanberg) - P.H. Vazak i Michael Austin per Greystoke, la llegenda de Tarzan (sobre hist. d'Edgar Rice Burroughs) - Charles Fuller per Història d'un soldat (sobre obra de teatre pròpia) - David Lean per Passatge a l'Índia (sobre hist. d'E. M. Forster)                                                         |
| Millor pel·lícula de parla no anglesa | Millor cançó original |
| - La diagonale du fou de Richard Dembo (Suïssa) - Camila de María Luisa Bemberg (Argentina) - MeAhorei HaSoragim d'Uri Barbash (Israel) - Sesión continua de José Luis Garci (Espanya) - Voenno-polevoi roman de Piotr Todorovski (Unió Soviètica)                                                                               | - Stevie Wonder (música i lletra) per La dona de vermell ("I Just Called to Say I Love You") - Phil Collins (música i lletra) per Contra tot risc ("Against All Odds (Take a Look at Me Now)") - Ray Parker Jr. (música i lletra) per Els caçafantasmes ("Ghostbusters") - Kenny Loggins i Dean Pitchford (música i lletra) per Footloose ("Footloose") - Dean Pitchford i Tom Snow (música i lletra) per Footlose ("Let's Hear It for the Boy") |
| Millor banda sonora | Millor banda sonora - Cançons o adaptació |
| - Maurice Jarre per Passatge a l'Índia - John Williams per Indiana Jones i el temple maleït - Randy Newman per The Natural - John Williams per The River - Alex North per Under the Volcano | - Prince per Purple Rain - Jeff Moss per The Muppets Take Manhattan - Kris Kristofferson per Songwriter |
| Millor fotografia | Millor maquillatge |
| - Chris Menges per Els crits del silenci - Miroslav Ondricek per Amadeus - Caleb Deschanel per The Natural - Ernest Day perPassatge a l'Índia - Vilmos Zsigmond per The River | - Dick Smith i Paul LeBlanc per Amadeus - Michael Westmore per 2010 - Rick Baker i Paul Engelen per Greystoke, la llegenda de Tarzan |
| Millor direcció artística | Millor vestuari |
| - Patrizia von Brandenstein; Karel Černý per Amadeus - Albert Brenner; Rick Simpson per 2010 - Richard Sylbert; George Gaines i Les Bloom per The Cotton Club - Angelo Graham, Mel Bourne i Speed Hopkins; Bruce Weintraub per The Natural - John Box; Leslie Tomkins i Hugh Scaife per Passatge a l'Índia                       | - Theodor Pistek per Amadeus - Patricia Norris per 2010 - Jenny Beavan i John Bright per The Bostonians - Judy Moorcroft per Passatge a l'Índia - Ann Roth per En un racó del cor |
| Millor muntatge | Millor so |
| - Jim Clark per Els crits del silenci - Nena Danevic i Michael Chandler per Amadeus - Barry Malkin i Robert Q. Lovett per The Cotton Club - Donn Cambern i Frank Morriss per Darrere el cor verd - David Lean per Passatge a l'Índia                                                                                             | - Mark Berger, Thomas Scott, Todd Boekelheide i Chris Newman per Amadeus - Michael J. Kohut, Aaron Rochin, Carlos Delarios i Gene Cantamessa per 2010 - Bill Varney, Steve Maslow, Kevin O'Connell i Nelson Stoll per Dune - Graham V. Hartstone, Nicolas Le Messurier, Michael A. Carter i John W. Mitchell per Passatge a l'Índia - Nick Alphin, Robert Thirlwell, Richard Portman i David M. Ronne per The River                              |
| Millors efectes visuals | |
| - Dennis Muren, Michael J. McAlister, Lorne Peterson i George Gibbs per Indiana Jones i el temple maleït - Richard Edlund, Neil Krepela, George Jenson and Mark Stetson per 2010 - Richard Edlund, John Bruno, Mark Vargo i Chuck Gasper per Els caçafantasmes                                                                   | |
| Millor documental | Millor curtmetratge documental |
| - The Times of Harvey Milk de Robert Epstein i Richard Schmiechen - High Schools de Charles Guggenheim i Nancy Sloss - In the Name of the People d'Alex W. Drehsler i Frank Christopher - Marlene de Karel Dirka i Zev Braun - Streetwise de Cheryl McCall                                                                       | - The Stone Carvers de Marjorie Hunt i Paul Wagner - The Children of Soong Ching Ling de Gary Bush i Paul T.K. Lin - Code Gray: Ethical Dilemmas in Nursing de Ben Achtenberg i Joan Sawyer - The Garden of Eden de Lawrence R. Hott i Roger M. Sherman - Recollections of Pavlovsk d'Irina Kalinina |
| Millor curtmetratge | Millor curtmetratge d'animació |
| - Up de Mike Hoover - The Painted Door de Michael MacMillan i Janice L. Platt - Tales of Meeting and Parting de Sharon Oreck i Lesli Linka Glatter | - Charade de Jon Minnis - Doctor De Soto de Morton Schindel i Michael Sporn - Paradise d'Ishu Patel |

## Oscar Especial

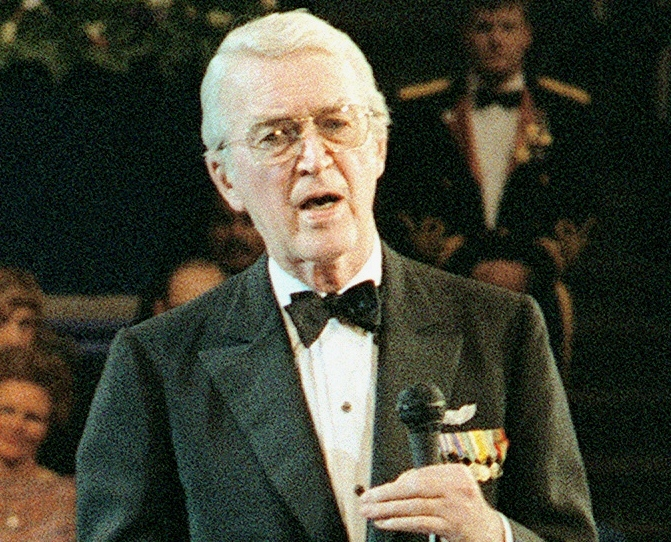
James Stewart l'any 1981.

- Kay Rose per The River (pels efectes sonors)

## Premi Honorífic
- James Stewart - pels seus cinquanta anys d'actuacions memorables. Pels seus alts ideals, tant dintre com fora de la pantalla. Amb el respecte i afecte dels seus col·legues. [estatueta]
- The National Endowment for the Arts - en reconeixement del seu 20è aniversari dedicat i el seu compromís de fomentar l'activitat creadora artística i l'excel·lència en cada àrea de les arts. [estatueta]

## Premi Humanitari Jean Hersholt
- David L. Wolper

## Premi Gordon E. Sawyer
- Linwood G. Dunn

## Presentadors
| Nom                             |                                                       |
| ------------------------------- | ----------------------------------------------------- |
| Hank Simms                      | Anunciador dels premis                                |
| Gene Allen (president AMPAS)    | Obertura i benvinguda                                 |
| Linda Hunt                      | Millor actor secundari                                |
| Michael Douglas                 | Millor curtmetratge documental                        |
| Kathleen Turner                 | Millor documental                                     |
| Kelly Le Brock Lonette McKee    | Millor maquillatge                                    |
| Gregory Hines Amy Irving        | Millor so                                             |
| Tom Selleck Diana Ross          | Millor fotografia                                     |
| Ryan O'Neal                     | Millor actriu secundària                              |
| Gene Kelly                      | Premi Humanitari Jean Hersholt                        |
| Steve Martin                    | Millor direcció artística                             |
| Janet Leigh                     | Premis Científics i Tècnics                           |
| Candice Bergen William Hurt     | Millors efectes visuals                               |
| Glenn Close                     | Premi Honorífic a The National Endowment for the Arts |
| Kirk Douglas Burt Lancaster     | Millor guió original i adaptat                        |
| Jeff Bridges Ann Reinking       | Millor música original                                |
| Michael Douglas Kathleen Turner | Millor música - adaptació o cançons                   |
| Jennifer Beals Glenn Close      | Millor vestuari                                       |
| Jeff Bridges Ann Reinking       | Millor curtmetratge d'animació                        |
| Tom Selleck Kathleen Turner     | Millor curtmetratge                                   |
| Shirley MacLaine                | Millor actor                                          |
| Gregory Hines                   | Millor cançó                                          |
| Cary Grant                      | Premi Honorífic a James Stewart                       |
| Plácido Domingo Faye Dunaway    | Millor pel·lícula de parla no anglesa                 |
| Steven Spielberg                | Millor director                                       |
| Robert Duvall                   | Millor actriu                                         |
| Laurence Olivier                | Millor pel·lícula                                     |

### Actuacions
| Nom                                            | Paper                        | Peça                                                                        |
| ---------------------------------------------- | ---------------------------- | --------------------------------------------------------------------------- |
| Bill Conti                                     | Arranjador musical Conductor | Orquestra                                                                   |
| Ray Parker Jr. Dom DeLuise                     | Interpreten                  | "Ghostbusters" de Els caçafantasmes                                         |
| Deniece Williams                               | Interpreta                   | "Let's Hear It for the Boy" de Footloose                                    |
| Ann Reinking                                   | Interpreta                   | "Against All Odds (Take a Look at Me Now)" d'Against All Odds               |
| Lonette McKee Willie Nelson Kris Kristofferson | Interpreten                  | “How Do You Feel about Foolin' Around?” “On the Road Again” “Amazing Grace” |
| Debbie Allen                                   | Interpreta                   | "Footloose" de Footloose                                                    |
| Diana Ross                                     | Interpreta                   | "I Just Called to Say I Love You" de The Woman in Red                       |
| Orquestra de l'Acadèmia                        | Interpreta                   | "They Say It's Wonderful" (orquestral) d'Annie Get Your Gun                 |

## Múltiples nominacions i premis
| Les següents pel·lícules van rebre diverses nominacions: - 11 nominacions: Amadeus i Passatge a l'Índia - 7 nominacions: Els crits del silenci i En un racó del cor - 5 nominacions: 2010 i The River - 4 nominacions: The Natural - 3 nominacions: Greystoke, la llegenda de Tarzan i Història d'un soldat - 2 nominacions: The Bostonians, Broadway Danny Rose, Els caçafantasmes, The Cotton Club, Footloose, Indiana Jones i el temple maleït, iUnder the Volcano | Les següents pel·lícules van rebre més d'un premi: - 8 premis: Amadeus - 3 premis: Els crits del silenci - 2 premis: Passatge a l'Índia i En un racó del cor |